# Biloxi
Biloxi is een stad in de Amerikaanse staat Mississippi met 50.644 inwoners (2000). Biloxi is bekend als toeristische trekpleister vanwege de casino's, maar ook de uitgebreide mogelijkheid tot vissen.
Op 29 augustus 2005 werd Biloxi rechtstreeks getroffen door orkaan Katrina waarbij 86 mensen om het leven kwamen en veel schade werd aangericht.

## Trivia
- De stad Biloxi komt voor in enkele boeken van John Grisham, onder andere The Runaway Jury, The Partner en "De jongens uit Biloxi".
- Biloxi wordt bezongen in nummers van onder meer Jack Ingram, The Gaslight Anthem, Jesse Winchester en Ted Hawkins.
- De film Biloxi Blues (1988) met Matthew Broderick speelt zich af in Biloxi.
- Een aflevering van De wereld van Boudewijn Büch was gewijd aan Biloxi.

## Plaatsen in de nabije omgeving
De onderstaande figuur toont nabijgelegen plaatsen in een straal van 16 km rond Biloxi.

## Geboren
- Fred Haise (1933), astronaut